# Bouddhisme à Besançon
 (avril 2025).
Motif : Absence de sources secondaires d'envergure nationale centrées sur le sujet de l'article
- Archive Wikiwix
- Bing
- Cairn
- DuckDuckGo
- E. Universalis
- Gallica
- Google
- G. Books
- G. News
- G. Scholar
- Persée
- Qwant
- (zh) Baidu
- (ru) Yandex
- (wd) trouver des œuvres sur Wikidata

| 1. | Préciser le motif de la pose du bandeau. | Précisez le motif de la pose du bandeau en utilisant la syntaxe suivante : {{admissibilité à vérifier\|date=avril 2025\|motif=remplacez ce texte par le motif}}                            |
| 2. | Informer les utilisateurs concernés.     | Pensez à avertir le créateur de l'article, par exemple, en insérant le code ci-dessous sur sa page de discussion : {{subst:avertissement admissibilité à vérifier\|Bouddhisme à Besançon}} |

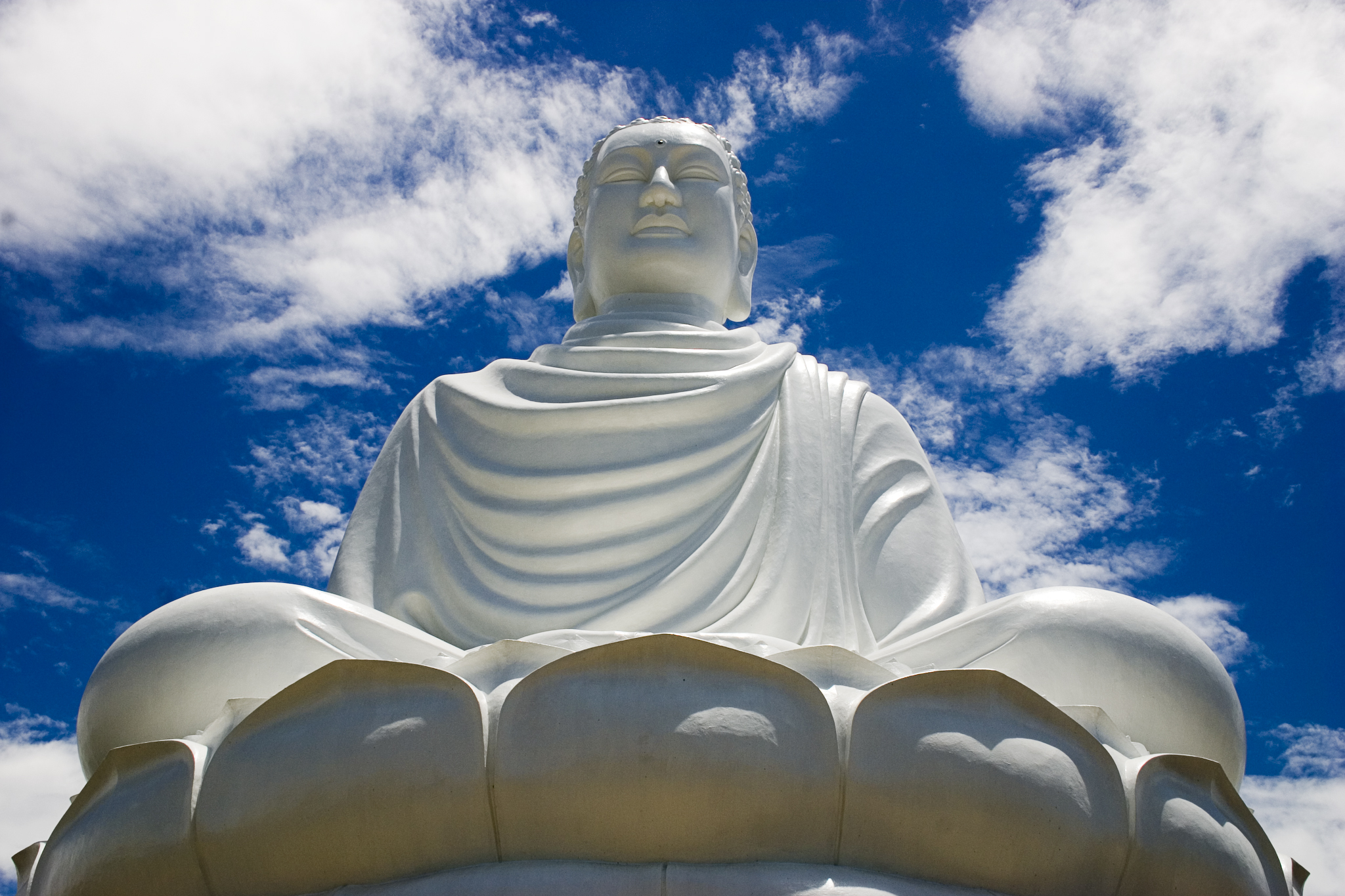
Une statue du Bouddha.

Le bouddhisme apparaît significativement en France à partir des années 1970, après qu'une partie de la population asiatique dut immigrer dans le pays à la suite de conflits politiques en Asie du Sud-Est. Cette communauté arriva à Besançon par vagues successives d'une soixantaine de personnes jusque dans les années 1980, et reçut globalement un bon accueil de la part de la population locale, ce qui facilita son intégration. Le premier temple bisontin fut créé au début des années 1980 dans un appartement HLM à Planoise, et plusieurs organisations furent créées par la suite, telles que le Comité National d’Entraide franco-vietnamien, franco-cambodgien, franco-laotien, et plus récemment l'association « Émergences » ou encore le « Groupe Shambhala Bouddhiste de Besançon ». Actuellement le bouddhisme est une religion minoritaire dans la capitale comtoise, qui se placerait en quatrième position après le christianisme, l'islam et le judaïsme.

## Histoire

### Le contexte historique

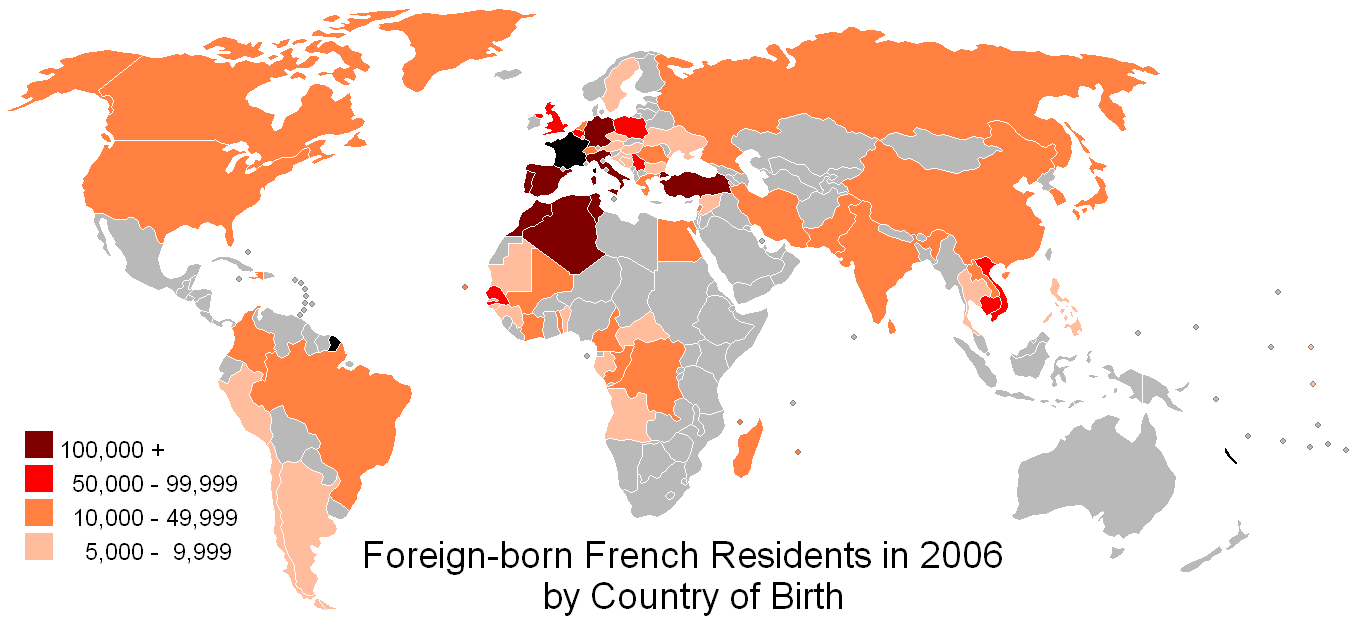
Pays d'origine de l'immigration en France. Les pays du Maghreb, la Turquie occupent une place prépondérante dans l'immigration française ainsi qu'une partie de l'Asie du Sud-Est.

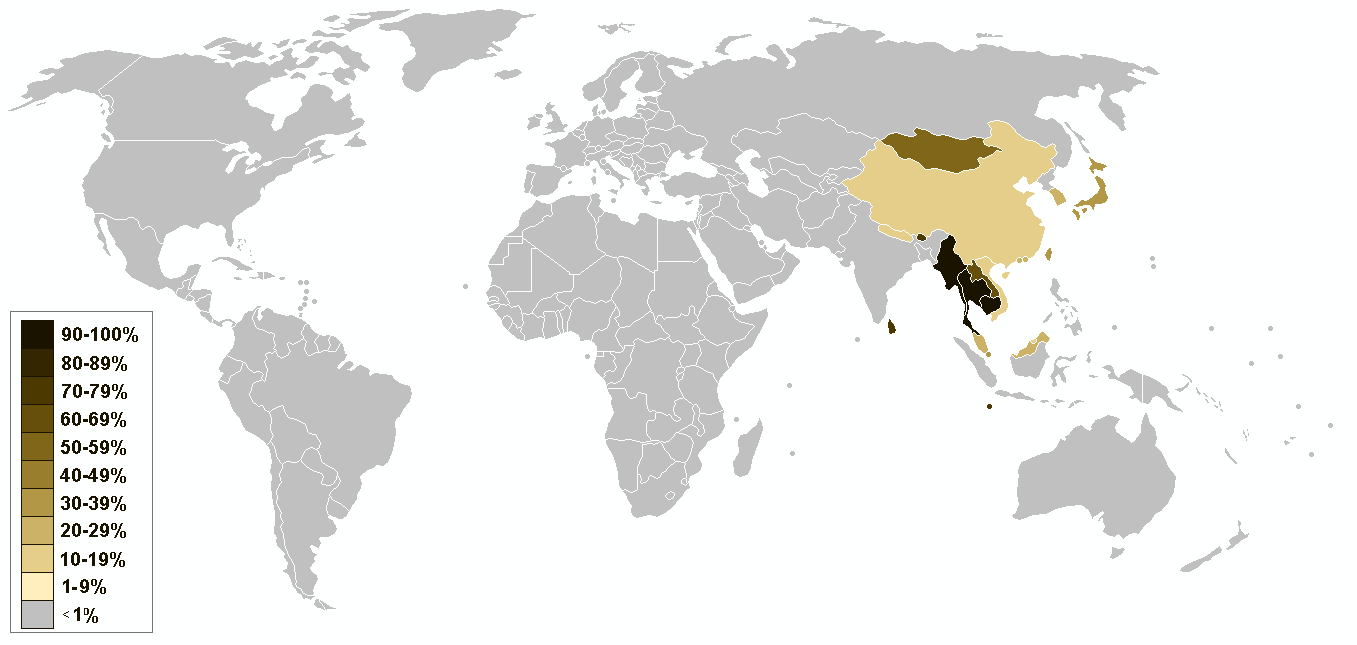
Le bouddhisme dans le monde.

Le bouddhisme est une religion polythéiste présente en France à partir des années 1950, à la suite de la venue de maîtres de diverses traditions qui ont fondé de nombreux centres comme Ryotan Tokuda ou Taisen Deshimaru pour le Zen et Kalou Rinpoché et Guendune Rinpoché pour le bouddhisme tibétain. Cette religion asiatique, qui avait à l'origine une image sectaire et marginale, a peu à peu conquis des Français en quête de spiritualité et de philosophie. Cette croyance spirituelle s'est également développée, cette fois de manière beaucoup plus significative, grâce à l'immigration asiatique du milieu des années 1970. Ces populations, le plus souvent originaires des anciennes colonies françaises de l'Asie du Sud-Est, ont fui leurs pays comme le Viêt Nam, le Cambodge ou le Laos, et plus récemment la Chine, pour des raisons politiques ou économiques. Ces nouvelles communautés ont fait apparaître des courants du bouddhisme tels que la doctrine mahāyāna ou d'autres dogmes plus minoritaires liés à de petites ethnies qui ont elles aussi immigré sur le territoire français. 
La première congrégation bouddhique de France fut créée en 1969. Il s'agit de l'Institut international bouddhique qui avait pour but de construire en France un premier centre bouddhique, capable d'accueillir en son sein toutes les obédiences de la religion. La première pagode française, la pagode de Vincennes, fut inaugurée le 28 octobre 1977 par Jacques Chirac, alors maire de Paris. En 1986, est fondée l'Union bouddhiste de France. Rapidement, de nombreuses pagodes et organisations bouddhistes apparaissent dans toutes les régions de France, faisant de ce courant religieux un mouvement spirituel à l'égal des autres religions. Dans les années 1980, on estime le nombre de bouddhistes français à entre 50 000 et 100 000 personnes. D'après l'Union bouddhiste de France, il y aurait de nos jours environ 800 000 bouddhistes en France dont les 3/4 seraient d'origine asiatique. En 1999, le sociologue Frédéric Lenoir a estimé à cinq millions « les sympathisants » bouddhistes. 

### De l'appel à la guerre à l'immigration asiatique

Carte du Sud-Est asiatique.

Les premiers asiatiques à débarquer en France, dont la plupart étaient de confession bouddhiste, étaient les soldats enrôlés à la veille de la Première Guerre mondiale, lorsqu'une partie de l'Asie, notamment la Cochinchine, était sous domination française. Cette guerre, opposant à l'origine la France à l'Allemagne, allait devenir l'un des plus grands conflits mondiaux de l'Histoire. La République française, qui était alors en infériorité numérique face à l'Allemagne, devait par tous les moyens se constituer une armée imposante, de façon à rivaliser avec son ennemi d'outre-Rhin. C'est alors que des soldats originaires du Maghreb, d'Afrique subsaharienne et aussi, mais de façon moins massive, d'Asie du Sud-Est et de Chine furent mobilisés pour combattre aux côtés de l'armée française. Une partie de cette population repart par la suite dans son pays d'origine ou reste en France, jusqu'au déclenchement de la Seconde Guerre mondiale où les coloniaux très majoritairement africains combattent à nouveau pour la France. À Besançon, quelques traces subsistent du passage de coloniaux durant les deux grandes guerres : une plaque commémorative située près du casino municipal, rendant hommage aux soldats de la 1re armée française qui se sont battus dans le Doubs ainsi qu'un carré musulman au cimetière de Saint-Claude pour les soldats fidèles à l'islam tombés pour la France. Cependant, aucune preuve formelle nous renseigne sur l'éventuelle présence de soldats asiatiques à Besançon et dans la région Franche-Comté, bien qu'il soit certain que la plupart de ses coloniaux aient combattu dans l'hexagone.
À partir des années 1970, le peuple asiatique est confronté à des bouleversements géopolitiques de grande ampleur, aboutissant à des massacres et à l'immigration massive d'une partie de la population de l'Asie du Sud-Est. En effet, nombre de peuples sont persécutés par plusieurs régimes politiques non démocratiques, notamment celui des Khmers rouges au Cambodge, le parti Pathet Lao au Laos ou encore le Front national de libération du Sud Viêt Nam après la prise de Saigon. Avant 1979, les réfugiés originaires de ces régions immigraient au compte-goutte, mais à partir des années 1980 le nombre d'arrivées de la population asiatique en Europe et en France explose. Depuis les années 1970, et plus particulièrement durant les années 1980 et 1990, une nouvelle immigration venue de Chine est apparue en France[réf. souhaitée]. C'est dans ce contexte que la Franche-Comté devient à partir de la fin des années 1970 une terre d'accueil pour cette population immigrée[réf. nécessaire].

### L’accueil des réfugiés à Besançon
À partir des années 1970, la capitale comtoise recevait pas plus d'une soixantaine d'immigrés par an provenant du Cambodge et du Viêt Nam, qui venaient étudier au centre de linguistique appliquée de Besançon dont la plupart étaient de confession bouddhiste. Après la chute de Phnom Penh le 17 avril 1975, une trentaine de Cambodgiens et de Vietnamiens obtinrent un statut de réfugiés et décidèrent de s'installer dans la cité comtoise. Puis, petit à petit, plusieurs dizaines d'immigrés parvinrent à rejoindre Besançon jusqu'à la fin des années 1970, notamment grâce au Père Gilles, alors curé de l'église Saint-François-d'Assise de Planoise. Les habitants de la ville de Besançon et de son agglomération ont généralement bien réagi face à cette nouvelle immigration, un grand nombre de ces familles accueillant les Asiatiques nouvellement débarqués dans la ville. 
Le Père Gilles était à cette époque délégué départemental du Comité National d’Entraide franco-vietnamien, franco-cambodgien, franco-laotien, et son influence était palpable dans la région et bien au-delà. En juin 1981, le religieux alla personnellement à la rencontre de Bernard Kouchner et de François Mitterrand pour que la France accepte d'accueillir 5 500 réfugiés politiques que l'État avait accepté de recevoir, ce qui sera chose faite dans les deux ans qui suivirent. Besançon devint alors la première ville à accueillir cette nouvelle population, sous l'égide du Père Gilles. Des immeubles sociaux furent rénovés et loués aux migrants asiatiques dans le secteur de Saint-Ferjeux, et le Forum de Planoise devint le seul bâtiment de France sous la direction d'un Centre communal d'action sociale à accueillir un centre d'hébergement provisoire pour la population originaire d'Asie. Bernard Weil, descendant de la dynastie juive bisontine Weil, a embauché une dizaine de migrants dans son usine et les a logés. Le Père Gilles a également réussi à intégrer une partie de la population en leur trouvant du travail. Le religieux a par ailleurs rapatrié une cinquantaine de prisonniers thaïlandais, dont une dizaine sont partis s'installer à Besançon. Ces familles qui ont émigré durant les années 1970-1980 se sont bien intégrées, la plupart possédant leurs propres maisons et leurs descendants ayant du travail.

### L'organisation de la communauté bisontine
Dès son intégration à la population bisontine, la communauté asiatique, et plus particulièrement cambodgienne, affirme sa volonté de pratiquer son culte, et c'est ainsi que le « Centre bouddhique de Besançon » est créé afin de fonder une pagode dans un bâtiment de Planoise. En 1982, un bonze, qui vient d'arriver du Cambodge, prend place dans la capitale comtoise afin de célébrer les cérémonies religieuses et guider les pratiquants, mais il quitte par la suite la ville. C'est ainsi que les bouddhistes bisontins se réfèrent aux bonzes de Lyon et Nancy. La communauté laotienne rencontre elle aussi de multiples difficultés liées à son culte. En effet, l'ethnie des laos a recours à des pagodes extérieures à la ville tandis que les hmongs pratiquent un culte des esprits nécessitant une vie proche de la nature. C'est ainsi qu'au fil du temps leur religion s'atténua à cause des difficultés persistantes que ces deux communautés rencontrent localement. Les Vietnamiens de la ville pratiquent eux aussi une forme de bouddhisme différent des autres communautés, le bouddhisme mahāyāna. En 1990, « l'association bouddhiste vietnamienne de Besançon » est créée, et celle-ci fait venir un bonze parisien lors des fêtes pour la communauté. Bien que des efforts aient été entrepris, le bouddhisme est en chute dans la capitale comtoise notamment à cause de la méconnaissance des jeunes de la religion de leurs parents mais aussi et surtout en raison du manque d'infrastructures et de représentants bouddhistes dans la ville. 
Un reportage de 1988 par France 3 montre l'organisation de la fête des fleurs et des morts à Besançon par l'association des Cambodgiens de Franche-Comté. Pour la première fois, cet événement est fêté en même temps par les communautés laotienne, cambodgienne et vietnamienne qui viennent pour l'occasion de tout l'est de la France. Ce reportage montre le rite de la fête des morts, et rapporte que 3 000 personnes originaires du sud-est asiatique vivaient en Franche-Comté à cette époque. La fête fut également une occasion pour recueillir des fonds destinés au centre culturel et bouddhique de Planoise.

### Les bouddhistes bisontins de nos jours

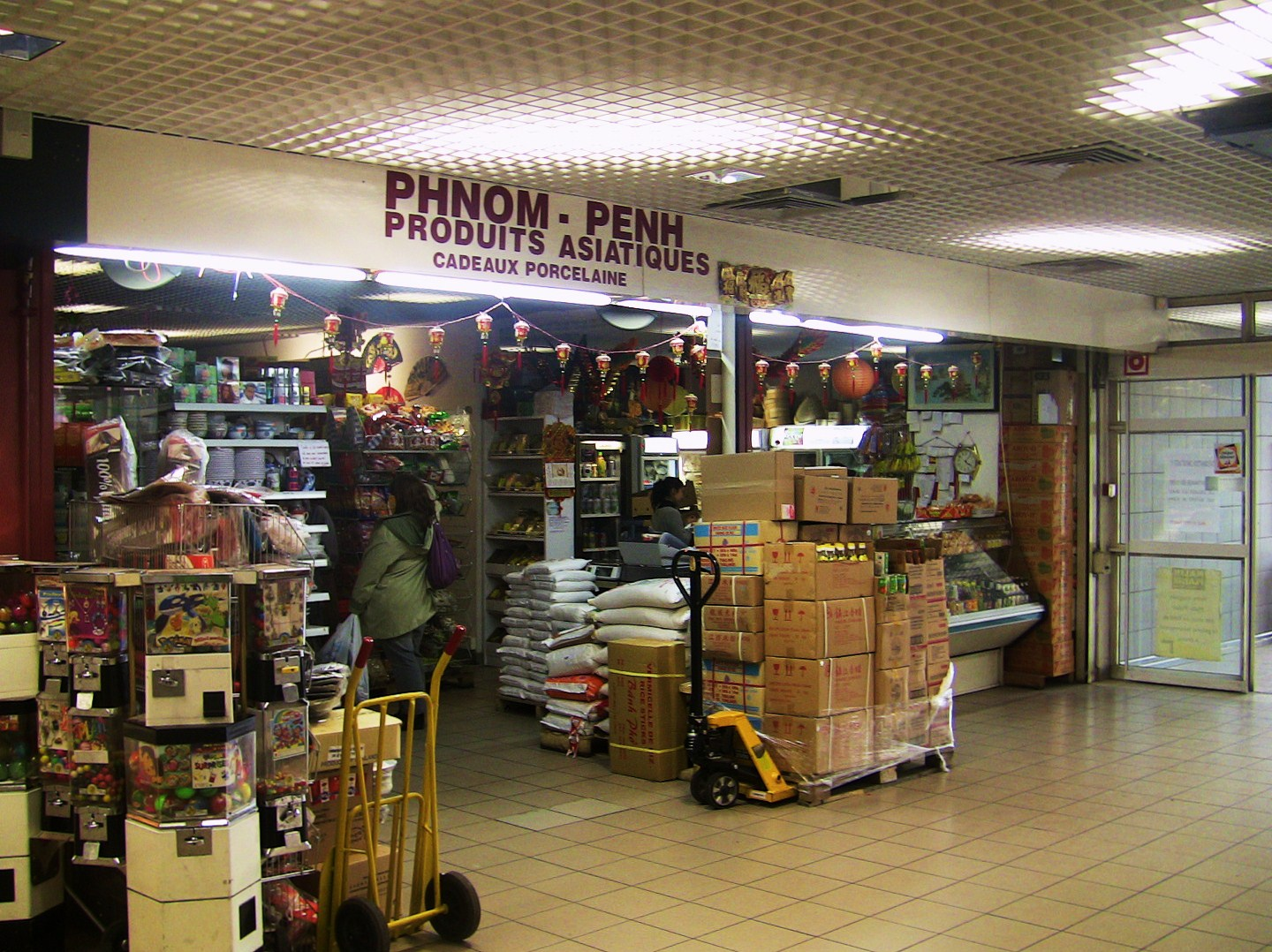
Un magasin asiatique typique de Planoise.

La nouvelle immigration chinoise apporte de la vitalité à la communauté et lui donne un nouveau visage. De nombreux magasins chinois, notamment des restaurants, ont ouvert dans la capitale comtoise, comme dans le quartier de Planoise ainsi que dans le centre historique de la ville. La culture asiatique et notamment cambodgienne fut soulignée par la ville de Besançon lors d'une exposition à la Malcombe, présentant la culture khmère, le bouddhisme, l'histoire des communautés asiatiques ainsi que des objets d'art, des photographies, des costumes traditionnels, des orchestres de musique traditionnelle khmère, une présentation de l'écriture et des échanges avec les bonzes. Actuellement, la cité comtoise compte en plus du Centre bouddhique, une association de type Kagyüpa, nommée « association Émergences » qui fut créée en 2003 ainsi que le « Groupe Shambhala Bouddhiste de Besançon » situé dans le secteur de Fontaine-Argent. Actuellement, le bouddhisme serait la quatrième religion des bisontins après le christianisme, l'islam et le judaïsme.